# لاله واژگون خشتی راه‌راه
لاله واژگون خشتی راه‌راه(نام علمی: Fritillaria striata) نام یک گونه از سرده لاله واژگون است.